# Ridsport vid olympiska sommarspelen 1928
Ridsport vid olympiska sommarspelen 1928 arrangerades mellan 8 augusti och 12 augusti i Hilversum och Amsterdam. 121 deltagare från 20 nationer gjorde upp om medaljerna i de sex grenarna.

## Medaljtabell
| Pl. | Nation          | Guld | Silver | Brons | Totalt |
| --- | --------------- | ---- | ------ | ----- | ------ |
| 1   | Nederländerna   | 2    | 1      | 1     | 4      |
| 2   | Tyskland        | 2    | 0      | 1     | 3      |
| 3   | Tjeckoslovakien | 1    | 0      | 0     | 1      |
| 3   | Spanien         | 1    | 0      | 0     | 1      |
| 5   | Frankrike       | 0    | 2      | 0     | 2      |
| 6   | Sverige         | 0    | 1      | 2     | 3      |
| 7   | Polen           | 0    | 1      | 1     | 2      |
| 8   | Norge           | 0    | 1      | 0     | 1      |
| 9   | Schweiz         | 0    | 0      | 1     | 1      |

## Medaljsammanfattning

### Dressyr
| Gren                            | Guld                                                                             | Silver                                         | Brons                                                                          |
| Individuell dressyr detaljer    | Carl Freiherr von Langen Tyskland                                                | Pierre Marion Frankrike                        | Ragnar Olson Sverige                                                           |
| Lagtävlingen i dressyr detaljer | Tyskland Carl Freiherr von Langen Hermann Linkenbach Eugen Freiherr von Lotzbeck | Sverige Ragnar Olson Carl Bonde Janne Lundblad | Nederländerna Jan Hermannus van Reede Pierre M.R. Versteegh Gerhard W. Le Heux |

### Fälttävlan
| Gren                               | Guld                                                                                          | Silver                                         | Brons                                                  |
| Individuell fälttävlan detaljer    | Charles Pahud de Mortanges Nederländerna                                                      | Gerard P. de Kruyff Nederländerna              | Bruno Neumann Tyskland                                 |
| Lagtävlingen i fälttävlan detaljer | Nederländerna Adolph van der Voort van Zijp Charles F. Pahud de Mortanges Gerard P. de Kruyff | Norge Bjart Ording Arthur Qvist Eugen Johansen | Polen Michael Antoniewicz Jozef Trenkwald Karol Rómmel |

### Hoppning
| Gren                             | Guld                                                                         | Silver                                                         | Brons                                                |
| Individuell hoppning detaljer    | Frantisek Ventura Tjeckoslovakien                                            | Pierre Bertran de Balanda Frankrike                            | Charles Kuhn Schweiz                                 |
| Lagtävlingen i hoppning detaljer | Spanien José Navarro Morenes Marquez de los Trujillos Julio Garcia Fernandez | Polen Kazimierz Gzowski Kazimierz Szosland Michael Antoniewicz | Sverige Karl Hansen Carl Björnstjerna Ernst Hallberg |

Denna tabell: visa • redigera

## Fotnoter
1. 1 2 3  ”1928 The Sport”. FEI History Hub. FEI. http://history.fei.org/node/23. Läst 17 december 2014.
2. 1 2 3 4 5 6  ”Results”. FEI. http://history.fei.org/node/24. Läst 21 december 2014.